# Jaap van Zweden
Jaap van Zweden (ur. 12 grudnia 1960 w Amsterdamie) – holenderski dyrygent i skrzypek. Od 2012 jest dyrektorem muzycznym Hong Kong Philharmonic Orchestra, a od 2018 Filharmonii Nowojorskiej.

## Życiorys
Studiował grę na skrzypcach w Juilliard School pod kierunkiem Dorothy DeLay.  W 1979, w wieku 18 lat, został jednym z dwóch koncertmistrzów Koninklijk Concertgebouworkest, będąc równocześnie najmłodszym skrzypkiem, który kiedykolwiek objął to stanowisko; pozostał na nim do 1995. Występował też jako solista z wieloma innymi orkiestrami.
Karierę dyrygencką rozpoczął w 1996 obejmując stanowisko pierwszego dyrygenta kolejno Nederlands Symfonieorkest w Amsterdamie, Het Residentie Orkest w Hadze oraz Antwerpskiej Orkiestry Symfonicznej, a następnie głównego dyrygenta i dyrektora artystycznego holenderskiej Radio Filharmonisch Orkest (2005–2013). W latach 2008–2011 był dyrektorem muzycznym Antwerpskiej Orkiestry Symfonicznej, a w 2008–2018 Dallas Symphony Orchestra. Od 2012 jest dyrektorem muzycznym Hong Kong Philharmonic Orchestra, a od 2018 piastuje takie samo stanowisko również w Filharmonii Nowojorskiej.
Dyrygował gościnnie na trzech kontynentach takimi czołowymi orkiestrami, jak Orchestre de Paris, Orkiestra Gewandhaus w Lipsku, Filharmonicy Wiedeńscy, Filharmonicy Berlińscy i London Symphony Orchestra oraz Chicagowska Orkiestra Symfoniczna, Cleveland Orchestra i Los Angeles Philharmonic.
Van Zweden ma obszerną dyskografię, która zawiera wszystkie symfonie Beethovena, Brahmsa i Brucknera oraz II i III symfonię Mahlera. Jest także uznanym interpretatorem utworów Wagnera; nagrał Lohengrina, Śpiewaków norymberskich i Parsifala oraz drugą część Pierścienia Nibelunga – Walkirię.

## Życie prywatne
Od 1983 van Zweden jest żonaty z Aaltje van Zweden-van Buuren, artystką specjalizującą się w edukacji artystycznej dzieci niepełnosprawnych. Mają córkę Annę Sophię i trzech synów: Daniela, Benjamina i Aleksandra; Benjamin jest autystyczny. W 1997 van Zwedenowie założyli fundację „Papageno”, której działalność skupia się na rozwoju dzieci i młodzieży z autyzmem, poprzez muzykoterapię. Fundacja prowadzi również centrum badawcze specjalizujące się we wczesnej diagnostyce i leczeniu autyzmu oraz analizie wpływu muzykoterapii na autyzm. Udostępnia też aplikację TEAM Papageno, umożliwiającą dzieciom autystycznym komunikowanie się ze sobą poprzez komponowanie muzyki. 